# Rattikan Thongsombut
 (juin 2019).
Rattikan Thongsombut, née le 7 juillet 1991, est une joueuse thaïlandaise de football évoluant au poste de milieu de terrain. Elle joue en club pour le BG-Bundit Asia et en équipe nationale.

## Carrière
Elle fait partie des 23 joueuses retenues pour disputer la coupe du monde 2019 en France.